# Giuseppe Ricciotti
Giuseppe Ricciotti (né le 27 février 1890 à Rome et mort le 22 janvier 1964 à Rome) était un prêtre, bibliste, archéologue et historien du christianisme italien.
Orientaliste de renom, il fut professeur d'écritures saintes à l'Université de Rome « La Sapienza ».
Ricciotti est l'auteur du livre Vie de Jésus-Christ. L'ouvrage, publié en 1941, a été réédité et réimprimé jusqu’à nos jours.

## Publications
- Histoire d'Israel, 2 vol. traduction française de Paul Auvray. Vol. I : Des origines à l'exil ; Vol. II : De l'exil à 135 apr. J.-C., Paris, Picard, 1939.
- Vie de Jésus-Christ, avec introduction critique, traduction française de Maurice Vaussard, Paris, Payot, 1947.
- Saint Paul Apôtre, traduction française de Fernand Hayward, Paris, Laffont, 1952.
- Julien l'Apostat, traduction française de Fernand Hayward, Paris, A. Fayard, 1959.